# Asesinato de Travis Alexander
Travis Alexander (Riverside, California; 28 de julio de 1977 - Mesa, Arizona; 4 de junio de 2008) fue un vendedor estadounidense que fue asesinado por su exnovia, Jodi Ann Arias (nacida el 9 de julio de 1980), en su casa de Mesa (Arizona). Arias fue condenada por homicidio premeditado el 8 de mayo de 2013 y sentenciada a cadena perpetua sin posibilidad de libertad condicional el 13 de abril de 2015. En el momento del asesinato, Alexander sufrió de 27 a 29 heridas de arma blanca y un disparo en la cabeza. Arias testificó que lo mató en defensa propia, pero fue condenada por el jurado. El asesinato y el juicio recibieron una amplia atención de los medios de comunicación estadounidenses.

## Trasfondo
Travis Victor Alexander nació el 28 de julio de 1977 en Riverside (California), hijo de Gary David Alexander (1948-1997) y Pamela Elizabeth Morgan Alexander (1953-2005). A los 11 años, Travis se mudó con sus abuelos paternos. Después de la muerte de su padre en julio de 1997, sus siete hermanos también fueron acogidos por su abuela paterna. Alexander fue un vendedor y orador motivacional para los Servicios Legales Prepagos (PPL).
Jodi Ann Arias, por su parte, nació el 9 de julio de 1980 en Salinas (California), hija de William y Sandra (de soltera Allen) Arias. Arias y Alexander se conocieron en septiembre de 2006 en una conferencia de PPL en Las Vegas (Nevada). Arias se convirtió a La Iglesia de Jesucristo de los Santos de los Últimos Días, de la cual Alexander era miembro, y fue bautizada por él el 26 de noviembre de 2006 en una ceremonia en el sur de California. Alexander y Arias comenzaron a salir en febrero de 2007. Arias se mudó a Mesa (Arizona) para vivir más cerca de Alexander. En abril de 2008, se mudó a Yreka (California), viviendo allí con sus abuelos.
Alexander y Arias salieron de forma intermitente durante un año y medio, a menudo en una relación a larga distancia, turnándose para viajar entre sus respectivos hogares de Arizona y California. Los amigos de Alexander que conocían a Arias y los observaban juntos tendían a tener una opinión negativa de ella, afirmando que la relación era inusualmente tumultuosa y que el comportamiento de Arias era preocupante.

## Asesinato
Alexander fue asesinado el miércoles 4 de junio de 2008. Sufrió de 27 a 29 heridas de arma blanca, se le había cortado la garganta y presentaba una herida de bala en la cabeza. El forense Kevin Horn testificó que su vena yugular, la arteria carótida común y la tráquea habían sido cortadas y que Alexander tenía heridas defensivas en sus manos. Uno de los detectives incluso afirmó que la víctima casi fue decapitada del feroz ataque durante uno de sus interrogatorios. Horn testificó además que Alexander pudo haber estado muerto en el momento en que se infligió el disparo y que las heridas en la espalda eran superficiales. Se demostró un aspecto interesante de su carácter cuando durante uno de sus interrogatorios pareció prestar atención y responder a las preguntas de los detectives varones. Cuando fue entrevistada por una detective, básicamente se calló y se negó a responder cualquier cosa que se le preguntara. Esa misma detective incluso le preguntó si estaría más dispuesta a hablar con su homólogo masculino, a lo que ella afirmó. La muerte de Alexander fue declarada homicidio. Fue enterrado en el cementerio Olivewood Memorial Park de Riverside (California).

## Descubrimiento e investigación
A principios de 2008, Alexander les dijo a sus conocidos que Arias lo acompañaría en un viaje de trabajo a Cancún (México), programado para el 15 de junio. En abril, Alexander pidió cambiar a su compañera de viaje por otra amiga. El 28 de mayo se produjo un robo en la residencia de los abuelos de Arias, con quienes vivía la joven. Entre los objetos que faltaban era un arma de fuego cámaras de calibre 25, que nunca se recuperó. Esto más tarde se volvió significativo cuando se encontró un estuche de proyectil de una ronda calibre .25 gastada cerca del cuerpo de Alexander en la escena del crimen.
El 2 de junio, entre las 1 y 3 de la madrugada, Arias llamó a Alexander cuatro veces, pero no pareció comunicarse con él, ya que la duración más larga de las llamadas fue de 17 segundos. Después de las 3:00 horas, Alexander llamó a Arias dos veces, la primera durante 18 minutos y la segunda durante 41 minutos. A las 4:03 horas, Arias volvió a llamar a Alexander y la llamada duró dos minutos y 48 segundos. Ni estas llamadas ni sus transcripciones se presentaron en el juicio de Arias. A las 5:39 horas, Arias condujo hacia el sur para alquilar un automóvil para un largo viaje a Utah, como lo demuestra una compra de gasolina en Yreka. El 2 de junio a las 8:04 horas, Arias alquiló un automóvil en Redding (California) e indicó que devolvería el auto al mismo lugar. Arias visitó a amigos en el sur de California en su camino a Utah para una conferencia de trabajo de PPL y para reunirse con Ryan Burns, un compañero de trabajo de PPL. A última hora de la tarde del 3 de junio, aparentemente Arias había partido hacia Salt Lake City.
Alexander se perdió una importante conferencia telefónica la noche del 4 de junio. Al día siguiente, Arias se reunió con Burns en el suburbio de Salt Lake City en West Jordan y asistió a las reuniones de negocios para la conferencia. Burns dijo más tarde que notó que el cabello antes rubio de Arias ahora era marrón oscuro y que tenía cortes en las manos. El 6 de junio, dejó Salt Lake City y condujo hacia el oeste hacia California. Llamó a Alexander varias veces y le dejó varios mensajes de voz. También accedió al sistema de correo de voz de su teléfono celular. Cuando Arias devolvió el automóvil el 7 de junio, había recorrido unas 2. 00 millas (4 500 km). El empleado de alquiler testificó que al automóvil le faltaban las alfombrillas y tenía manchas rojas en los asientos delanteros y traseros. Sin embargo, no se pudo verificar que el auto tuviera alfombrillas cuando Arias lo recogió, y las manchas rojas no se pudieron analizar ya que el auto fue limpiado antes de que la policía pudiera examinarlo.
El 9 de junio, al no haber podido comunicarse con Alexander, un grupo de amigos preocupados fue a su casa. Sus compañeros de habitación no lo veían desde hacía varios días, pero creían que estaba fuera de la ciudad y, por lo tanto, no sospechaban que algo andaba mal. Después de encontrar una llave del dormitorio principal de Alexander, el grupo entró y encontró grandes charcos de sangre en el pasillo del baño principal y el cuerpo de Alexander en la ducha. En la llamada al 911 (no escuchada por el jurado), el despachador preguntó si Alexander se había suicidado o si alguien estaba lo suficientemente enojado como para lastimarlo. Los amigos de Alexander mencionaron a Arias por su nombre como posible sospechoso, indicando que Alexander les había dicho que ella lo había estado acosando, accediendo a su cuenta de Facebook y cortando las llantas de su vehículo.
Mientras registraba la casa de Alexander, la policía encontró su cámara digital recientemente comprada dañada en la lavadora. La policía pudo recuperar imágenes eliminadas que mostraban a Arias y Alexander en poses sexualmente sugerentes tomadas aproximadamente a las 13:40 horas del 4 de junio. La fotografía final de Alexander vivo, que lo muestra en la ducha, fue tomada a las 17:29 horas ese día. Las fotos tomadas momentos después muestran a un individuo que se cree que es Alexander "sangrando profusamente" en el piso del baño. Se descubrió una huella de palma ensangrentada a lo largo de la pared del pasillo del baño; contenía ADN de Arias y Alexander.
El 9 de julio de 2008, Arias fue acusado formalmente por un gran jurado en el condado de Maricopa, Arizona, por el asesinato en primer grado de Alexander. Fue arrestada en su casa seis días después y extraditada a Arizona el 5 de septiembre. Arias se declaró inocente el 11 de septiembre. Durante este tiempo, proporcionó varios relatos diferentes sobre su participación en la muerte de Alexander. Primero le dijo a la policía que no había estado en Mesa el día del asesinato y que había visto a Alexander por última vez en marzo de 2008. Más tarde, Arias le dijo a la policía que dos intrusos habían irrumpido en la casa de Alexander, lo asesinaron y la atacaron. Dos años después de su arresto, Arias le dijo a la policía que mató a Alexander en defensa propia, alegando que había sido víctima de violencia doméstica.

## Antes del juicio
El 6 de abril de 2009, se rechazó una moción para reconsiderar la moción del acusado de descalificar a la oficina del fiscal de distrito del condado de Maricopa (Arizona). El 18 de mayo, el tribunal ordenó a Arias que se sometiera a pruebas de inteligencia y competencia. En enero de 2011, una presentación de la defensa detalló los esfuerzos de los abogados de Arias para obtener mensajes de texto y correos electrónicos. La acusación, inicialmente, dijo a los abogados defensores que no había mensajes de texto enviados o recibidos por Alexander disponibles, pero luego se ordenó a la fiscalía que entregara varios cientos de mensajes de ese tipo. El detective de la policía de Mesa, Esteban Flores, dijo a los abogados defensores que no había nada "fuera de lo común" entre los correos electrónicos de Alexander; unos 8 000 fueron entregados a la defensa en junio de 2009.

## Juicio

### Selección del jurado
El juicio comenzó en el Tribunal Superior del condado de Maricopa ante la jueza Sherry K. Stephens. El proceso de Voir dire comenzó el 10 de diciembre de 2012. El 20 de diciembre, los abogados de Arias argumentaron que la fiscalía estaba "excluyendo sistemáticamente" a mujeres y negros. El fiscal Juan Martínez dijo que la raza y el sexo eran irrelevantes para sus decisiones de vetar a ciertos miembros del jurado. Stephens dictaminó que la fiscalía no había mostrado parcialidad alguna en la selección del jurado.

### Evaluación de la culpa
En sus alegatos iniciales el 2 de enero de 2013, Martínez solicitó la pena de muerte. Arias estuvo representada por los abogados designados L. Kirk Nurmi y Jennifer Willmott, quienes argumentaron que la muerte de Alexander fue un homicidio justificable cometido en defensa propia.
Ryan Burns testificó que cuando Arias lo visitó en Utah, los dos pasaron varias horas abrazándose y besándose en un gran sillón puf. Ella le dijo que se había cortado las manos con un vidrio roto mientras trabajaba en un restaurante llamado Margaritaville. Un detective testificó que nunca había existido ningún restaurante con ese nombre en el área de Yreka. En ese momento, Arias estaba trabajando en un restaurante llamado Casa Ramos. Arias testificó más tarde que después de cortarse el dedo, "tenía un millón de margaritas para hacer". Más tarde, la fiscalía argumentó que la presencia de una bala calibre .25 encontrada cerca del cuerpo de Alexander y el robo de una pistola del mismo calibre de la residencia de Arias en Yreka la semana anterior demostraron que ella había organizado el robo y había utilizado la pistola para matar a Alexander. Martínez afirmó que Arias había acechado a Alexander y le había cortado los neumáticos dos veces. En los últimos días antes de su muerte, Alexander la llamó "sociópata" y "lo peor que me ha pasado", y declaró que le tenía miedo.
Arias tomó el estrado en su propia defensa el 4 de febrero de 2013, testificando por un total de 18 días, un tiempo que el abogado penalista Mark Geragos describió como "sin precedentes". El primer día de su testimonio, Arias contó que sus padres la abusaron violentamente desde los siete años. Ella testificó que había alquilado un automóvil en Redding porque el sitio web de Budget brindaba dos opciones, una al norte y otra al sur, y su hermano vivía en Redding. En su segundo día en el estrado, Arias dijo que su relación con Alexander incluía sexo oral y anal. Dijo que el sexo anal fue doloroso la primera vez que lo experimentaron juntos, y que Alexander creía que tales actividades no infringirían las reglas mormonas sobre el coito vaginal. Arias dijo que ella y Alexander finalmente tuvieron relaciones sexuales, pero con menos frecuencia. Un video sexual telefónico fue reproducido en la corte, que Arias había grabado sin el conocimiento de Alexander, aparentemente con la esperanza de usarlo para avergonzarlo con sus compañeros mormones. Arias también testificó que Alexander albergaba secretamente deseos pedófilos tanto para niños como para niñas, y que ella trató de ayudarlo con estos impulsos. Los expertos forenses testificaron que un examen de la computadora de Alexander no encontró evidencia de material pornográfico.
Arias testificó que su relación con Alexander se volvió cada vez más abusiva física y emocionalmente. Dijo que Alexander la sacudió mientras decía: "Estoy harta de ti", y luego comenzó a "gritarme", después de lo cual "el cuerpo me golpeó contra el suelo a los pies de su cama" y se burló de ella diciendo "no actúes como si eso duele" antes de llamarla "perra" y patearla en las costillas. Arias dijo que "fue a patearme de nuevo y yo extendí la mano". Ella levantó su mano izquierda en la sala del tribunal, mostrando que su dedo anular estaba torcido. Arias afirmó que mató a Alexander en defensa propia después de que él la atacó cuando dejó caer su cámara, obligándola a luchar por su vida. Este fue el tercer relato diferente de Arias sobre los eventos que llevaron a la muerte de Alexander, que los fiscales, los observadores de la sala de audiencias y los jurados sintieron que dañó gravemente su credibilidad. Los testigos de refutación convocados por la fiscalía incluyeron a varias de las otras novias de Alexander, quienes declararon que él nunca mostró ningún problema de ira o violencia.
Durante el juicio, se proyectó un video de una entrevista de Inside Edition de septiembre de 2008 en la que Arias había dicho: "Ningún jurado me va a condenar [...] porque soy inocente. Puedes marcar mis palabras en eso". Al discutir la declaración durante su testimonio, Arias dijo: "En el momento [de la entrevista], tenía planes de suicidarme. Así que estaba extremadamente segura de que ningún jurado me condenaría, porque no esperaba que ninguno de ustedes fuera aquí". Al final de su contrainterrogatorio de Arias, Martínez volvió a reproducir el video e incitó a Arias a afirmar que ella había dicho durante la entrevista que no sería condenada porque era inocente. Al ser interrogada por Martínez, Arias inicialmente se mostró combativa y frívola, pero después de varios días, Martínez destacó las posibles mentiras e inconsistencias en su testimonio, y admitió haber apuñalado y disparado a Alexander a pesar de sus afirmaciones anteriores de un lapso de memoria.
A partir del 14 de marzo, el psicólogo Richard Samuels testificó para la defensa durante casi seis días. Dijo que Arias probablemente había estado sufriendo un estrés agudo en el momento del asesinato, enviando su cuerpo a un modo de "lucha o huida" para defenderse, lo que provocó que su cerebro dejara de retener la memoria. En respuesta a la pregunta de un jurado sobre si este escenario podría ocurrir incluso si se trataba de un asesinato premeditado, como sostuvo la fiscalía, respondió: "¿Es posible? Sí. ¿Es probable? No". Samuels también le diagnosticó a Arias un trastorno de estrés postraumático (TEPT). Martínez atacó la credibilidad de Samuels, acusándolo de parcialidad y de haber formado una relación con Arias; Samuels había testificado previamente que tenía compasión por Arias. A partir del 26 de marzo, Alyce LaViolette, psicoterapeuta que se especializa en violencia doméstica, testificó que Arias fue víctima de abuso doméstico y que la mayoría de las víctimas no le cuentan a nadie porque se sienten avergonzadas y humilladas. LaViolette resumió los correos electrónicos de los amigos cercanos de Alexander: "Básicamente le han aconsejado a la Sra. Arias que deje la relación [...] que el Sr. Alexander ha abusado de las mujeres". El jurado planteó casi 160 preguntas a LaViolette, muchas de las cuales se centraron en la credibilidad de Arias.
La psicóloga clínica Janeen DeMarte testificó para la acusación, afirmando que no encontró evidencia de que Alexander hubiera abusado de Arias, y ninguna evidencia de trastorno de estrés postraumático o amnesia en Arias. Además, la pérdida total de memoria durante largos períodos de tiempo que Arias afirmó haber experimentado es incompatible con la amnesia traumática asociada con el trastorno de estrés postraumático, que se manifiesta como lagunas de memoria mucho más breves. En cambio, DeMarte dijo que Arias sufría de un trastorno límite de la personalidad, mostrando signos de inmadurez y un "sentido de identidad inestable". Las personas que padecen tal trastorno "tienen una sensación aterradora de ser abandonadas por otros", dijo DeMarte a los miembros del jurado. El último testigo de la defensa fue el psicólogo Robert Geffner, quien dijo que el diagnóstico límite de DeMarte "no era apropiado" y que todas las pruebas realizadas por Arias desde su arresto apuntaban a un trastorno de ansiedad derivado de un trauma. También dijo que las pruebas indicaron que ella había respondido preguntas con honestidad. El estado recordó a Horn, quien testificó más sobre la herida de bala, y llamó a la neuropsicóloga forense Jill Hayes, quien cuestionó el testimonio de Geffner de que la prueba MMPI no estaba orientada a diagnosticar el trastorno límite de la personalidad.
En respuesta al testimonio de Arias sobre la compra de una lata de gasolina de cinco galones en una tienda Walmart en Salinas el 3 de junio de 2008 que regresó el mismo día, el 24 de abril la fiscalía llamó a Amanda Webb, empleada de la tienda Walmart en Salinas, al stand. Webb dijo que, según los registros de Walmart, nadie había devuelto una lata de gasolina de cinco galones en esa fecha y que Arias devolvió la lata de gasolina una semana después de haberla comprado. La evidencia de la lata de gasolina se consideró importante para establecer la premeditación, ya que el fiscal argumentó que Arias estaba tratando de evitar ser grabada en las cámaras de seguridad de la gasolinera mientras conducía hacia Mesa.
El testimonio de Arias se sumó a una parte de defensa muy larga de la fase de culpabilidad del juicio, lo que provocó problemas con la retención de los miembros del jurado. El 3 de abril, un miembro del jurado fue destituido por "mala conducta". La defensa solicitó la nulidad del juicio, lo que el juez negó. El 12 de abril, otro miembro del jurado fue excusado por motivos de salud. Un tercer miembro del jurado fue destituido el 25 de abril después de ser arrestado por un delito por conducción bajo los efectos del alcohol. Para el 25 de abril, los costos de defensa habían alcanzado casi los 1,7 millones de dólares.
El 7 de mayo de 2013, luego de 15 horas de deliberación, Arias fue declarada culpable de asesinato en primer grado. Los doce miembros del jurado la declararon culpable de homicidio premeditado en primer grado, de los cuales siete además la declararon culpable de homicidio grave.

### Agravación
Después de la condena, se requirió que la fiscalía convenciera al jurado de que el asesinato fue "cruel, atroz o depravado" para que pudieran determinar que Arias era elegible para la pena de muerte. La fase de agravación del juicio comenzó el 15 de mayo de 2013. El único testigo fue el médico forense que había realizado la autopsia de Alexander. Los abogados de Arias, que habían pedido repetidamente retirarse del caso, proporcionaron solo breves declaraciones iniciales y argumentos finales en los que dijeron que la adrenalina que corría por el cuerpo de Alexander pudo haberle impedido sentir mucho dolor durante su muerte. El fiscal Martínez mostró fotos del cadáver y la escena del crimen al jurado, luego hizo una pausa de dos minutos de silencio para ilustrar cuánto tiempo afirmó que le tomó a Alexander morir. Después de menos de tres horas de consideración, el jurado determinó que Arias era elegible para la pena de muerte.

### Penalización
La fase de sanción comenzó el 16 de mayo de 2013, cuando los fiscales llamaron a los familiares de Alexander para ofrecer declaraciones sobre el impacto de la víctima en un esfuerzo por convencer al jurado de que el crimen de Arias merecía una sentencia de muerte.
El 21 de mayo, Arias ofreció una alocución, durante la cual pidió cadena perpetua. Arias reconoció que su petición de vida fue una revocación de los comentarios que le hizo a un reportero de televisión poco después de su condena, en los que había dicho que prefería la pena de muerte. "Cada vez que dije eso, lo dije en serio, pero me faltó perspectiva", dijo. "Hasta hace muy poco, no me podía imaginar estar frente a ti y pedirte que me dieras la vida". Dijo que cambió de opinión para evitar causar más dolor a los miembros de su familia, que estaban en la sala del tribunal.
Esa noche, en una entrevista conjunta en la cárcel con The Arizona Republic, KPNX-TV y The Today Show de la NBC, Arias dijo que no sabía si el jurado decidiría sobre la vida o la muerte. "Sea lo que sea con lo que vuelvan, tendré que lidiar con ello, no tengo otra opción". Con respecto al veredicto, dijo: "Me sentí como una gran sensación de irrealidad. Me sentí traicionada, de hecho, por el jurado. Tenía la esperanza de que vieran las cosas como son. Me sentí realmente mal por mi familia y lo que pudieron pensar".
El 23 de mayo, la fase de sentencia del juicio de Arias resultó en un jurado colgado, lo que llevó al juez a declarar el juicio nulo para esa fase. El jurado había llegado a una decisión de 8 a 4 a favor de la pena de muerte. Después de que el jurado fue dado de baja, el presidente del jurado, Zervakos, declaró que el jurado encontró abrumadora la responsabilidad de sopesar la sentencia de muerte, pero se horrorizó cuando sus esfuerzos terminaron en la anulación del juicio. "Al final, estábamos mental y emocionalmente agotados", dijo. "Creo que nos horrorizamos cuando descubrimos que en realidad habían convocado un juicio nulo y sentimos que habíamos fallado".
El 30 de mayo, el abogado del condado de Maricopa, Bill Montgomery, discutió los próximos pasos en una conferencia de prensa. Dijo que confiaba en que se podría formar un jurado imparcial, pero que era posible que los abogados y la familia de la víctima aceptaran desechar el juicio a favor de una cadena perpetua sin libertad condicional. Arias había dicho: "No creo que haya un jurado intacto en ningún lugar del mundo en este momento. Eso es lo que se siente. Pero todavía creo en el sistema hasta cierto punto, así que simplemente pasaremos que si eso pasa". Los abogados defensores respondieron: "Si el diagnóstico realizado por el psicólogo del Estado es correcto, la Fiscalía del Condado de Maricopa está tratando de imponer la pena de muerte a una mujer mentalmente enferma que no tiene antecedentes penales. No corresponde a la defensa de la señora Arias". abogado para resolver este caso".

### Apelaciones
Durante el juicio, los abogados defensores solicitaron la anulación del juicio en enero, abril y mayo de 2013. Los abogados de Arias argumentaron en enero que Esteban Flores, el principal detective de la policía de Mesa en el caso, cometió perjurio durante una audiencia previa al juicio en 2009 con el objetivo de determinar si la pena de muerte debe considerarse una opción para los jurados. Flores testificó en la audiencia de 2009 que, según su propia revisión de la escena y una discusión con el médico forense, era evidente que Alexander había recibido un disparo en la frente primero. Contrariamente al testimonio de Flores en la audiencia de 2009, el médico forense dijo al jurado que el disparo probablemente habría incapacitado a Alexander. Dadas sus extensas heridas de defensa, incluidas las puñaladas y cortes en las manos, los brazos y las piernas, no era probable que el disparo llegara primero. Flores negó el perjurio y dijo durante su testimonio en el juicio que simplemente entendió mal lo que le dijo el médico forense.
El 20 de mayo de 2013, los abogados defensores presentaron una moción que alegaba que una testigo de la defensa que debía declarar el viernes 17 anterior, comenzó a recibir amenazas de muerte por su testimonio programado en nombre de Arias. El día anterior a la presentación, la testigo se puso en contacto con el abogado de Arias y afirmó que ya no estaba dispuesta a testificar debido a las amenazas. La moción continuó, "También debe notarse que estas amenazas siguen a las hechas a Alyce LaViolette, un registro de las cuales se hizo ex parte y bajo sello". La moción fue denegada, al igual que una moción de suspensión del proceso que se había buscado para dar tiempo a apelar las decisiones ante la Corte Suprema de Arizona.
El 29 de mayo de 2013, la Corte Suprema de Arizona se negó a escuchar una apelación presentada tres meses antes, que también fue rechazada por la Corte de Apelaciones de Arizona de nivel medio. Nurmi había pedido al tribunal superior que descartara el factor agravante de la crueldad porque el juez había permitido que siguiera adelante basándose en una teoría diferente de cómo ocurrió el asesinato. El detective principal afirmó originalmente que el disparo ocurrió primero, seguido por el apuñalamiento y el corte en la garganta. Con base en esa teoría, Stephens dictaminó que existía una causa probable para encontrar que el crimen se había cometido de una manera especialmente cruel, un factor agravante según la ley estatal. Posteriormente a esta audiencia inicial, el médico forense testificó que el disparo se produjo post mortem.
El 6 de julio de 2018, los abogados de Arias, Margaret M. Green y Corey Engle, presentaron una apelación de 324 páginas para que su condena por asesinato fuera anulada ante el Tribunal de Apelaciones. El 17 de octubre de 2019, nuevamente la defensa argumentó ante la Corte de Apelaciones que su sentencia debería ser anulada sobre la base de que Martínez actuó de manera inapropiada durante todo el juicio, lo que provocó un frenesí mediático y afectó el resultado del juicio. El 24 de marzo de 2020, el tribunal sostuvo que a pesar de la mala conducta "atroz" y "autopromoción" del fiscal, Arias había sido condenada "sobre la base de la abrumadora evidencia de su culpabilidad" y confirmó la condena.

### Sentencia de nuevo juicio y encarcelamiento
El 21 de octubre de 2014 comenzó el nuevo juicio de sentencia de Arias. Se pronunciaron declaraciones de apertura y se celebró una audiencia probatoria. La testigo de la acusación Amanda Webb, llamada en el primer juicio para refutar el testimonio de Arias de que devolvió una lata de gasolina a Walmart el 8 de mayo de 2007, admitió que no sabía si todos los registros fueron transferidos después de la reubicación de la tienda. Después de un receso de vacaciones, el nuevo juicio se reanudó en enero de 2015. Los expertos de la policía de Mesa admitieron que la computadora portátil de Alexander tenía virus y pornografía, contrariamente al testimonio en el primer juicio en 2013. Las deliberaciones del jurado comenzaron el 12 de febrero de 2015. El 2 de marzo de 2015, el jurado informó al juez Stephens que estaban estancados. Los abogados de Arias solicitaron la nulidad del juicio. Stephens denegó la solicitud, leyó instrucciones adicionales al jurado y les ordenó que reanudaran las deliberaciones. El 5 de marzo de 2015, Stephens declaró el juicio nulo porque los miembros del jurado, que deliberaron durante aproximadamente 26 horas durante cinco días, se estancaron con 11 votos contra 1 a favor de la pena de muerte. Los 11 miembros del jurado a favor de la pena de muerte indicaron que el único miembro del jurado que se resistía simpatizaba con Arias y tenía una agenda.
La sentencia estaba programada para el 7 de abril de 2015, y Stephens tenía la opción de sentenciar a Arias a cadena perpetua sin posibilidad de libertad condicional o con posibilidad de libertad condicional después de 25 años. El 13 de abril, Stephens condenó a Arias a cadena perpetua sin posibilidad de libertad condicional. Para el 5 de marzo de 2015, los juicios de Arias llevaban unos costos de aproximadamente 3 millones de dólares.
En una entrevista el 8 de abril de 2015, la abogada de Arias, Jennifer Willmott, habló sobre el furor de las redes sociales, las amenazas de muerte que recibió, las declaraciones de Arias en la sentencia, el jurado que se resistió y declaró que creía que Arias testificó con sinceridad.
En junio de 2015, después de una audiencia de restitución, se le ordenó a Arias el pago de más de 32 000 dólares a los hermanos de Alexander. Su abogado dijo que esto era aproximadamente un tercio de la cantidad solicitada.